# Yemenite Songs
Yemenite Songs (en español: Canciones yemeníes), también conocido como Shirey Teyman es un álbum de la cantante israelí Ofra Haza, publicado en el año 1984.
En este disco, la cantante retornó a sus raíces, interpretando canciones tradicionales de la cultura Mizrají, escritas por el poeta Shalom Shabazi.

## Lista de canciones
La edición tal como apareció originalmente en 1984.
Lado A
1. "Im Nin 'Alu"  (Shabazi) - 5:18
2. "Yachilvi Veyachali" (Shabazi) - 3:27
3. "A 'Salk" (Shabazi) - 4:45
4. "Tzur Mentati"/"Se'i Yona"/"Sapri Tama" (Ben-Amram, Shabazi) - 5:44

Lado B
1. "Galbi" (Amram, Shabazi)  4:14
2. "Ode Le-Eli" (Shabazi) - 3:31
3. "Lefelach Harimon" (Shabazi)  5:08
4. "Ayelet Chen" (Shabazi) - 6:30